# Choekyong Tsering
Choekyong Tsering (tibétain : ཆོས་སྐྱོང་ཚེ་རིང་, Wylie : chos skyong tshe ring ; chinois : 祁却才仁 ; pinyin : qíquè cáirén), né en 1899 à Taktser, Amdo/Qinghai, et mort le 21 février 1947 à Lhassa, est le père du 14e dalai-lama, Tenzin Gyatso.

## Origines

### L'époque du roi Mangsong Mangtsèn (VIIe siècle)
Selon Michael Harris Goodman, les origines de la famille de Choekyong Tsering remontaient dans l'Amdo au règne de Mangsong Mangtsèn, petit fils du roi Songtsen Gampo, qui au milieu du VIIe siècle, posta une garnison pour protéger les frontières de son royaume des incursions chinoises. Au VIIIe siècle Trisong Detsen envoya neuf de ses officiers commander ses troupes dans les régions qui prit le nom de Gouthoup (les neuf capables). Les descendants nomades des neuf officiers ont reçu le nom de Kamlok (qui ne reviennent pas sans ordre) et vivent dans certaines contrées de l'Amdo. À l'exception des deux dernières générations, un membre de la famille fut chef de village, un poste électif bénévole, responsable des impôts.

### La tribu Chi-kyā
Selon Elliot Sperling, la famille du dalaï-lama fait partie de la tribu Chi-kyā habitant la région autour du monastère de Kumbum, une des « six tribus de Kumbum », dont les origines remontent à un dignitaire mongol répondant au nom de famille Qi et ayant servi, dans les derniers temps de la dynastie Yuan (1271-1368), de fonctionnaire des frontières – en tibétain, nang-so. Tous les Tibétains considérés comme faisant partie de la tribu Chi-kyā sont des descendants des sujets de ce personnage. Ces tribus se sont distinguées par leurs contributions à la construction religieuse sur le site du monastère .

## Famille
Choekyong Tsering est le fils de Tashi Dhondup, son père, et de Lhamo Drolma, sa mère. 
Son oncle maternel, Lobsang Tsultrim Jigme Gyatso est le 5e Taktser Rinpoché,. 
Il s'est marié le 24 décembre 1917 avec Sonam Tsomo, renommée Diki Tsering par le 5e Taktser Rinpoché et connue sous le nom de Gyalyum Chenmo. 
Ils eurent 16 enfants, dont 7 dépassèrent la petite enfance. Il s'agit de 
- Tsering Dolma, née en 1919,
- Thupten Jigme Norbu, né en 1922, qui deviendra le 6e Taktser Rinpoché,
- Gyalo Thondup, né en 1928,
- Lobsang Samten, né en 1933,
- Lhamo Dhondrub, le futur 14e dalaï-lama, Tenzin Gyatso, né le 6 juillet 1935,
- Jetsun Pema et Tendzin Choegyal, nés à Lhassa en 1940 et 1946[9].

Selon la biographe Patricia Cronin Marcello, Choekyong Tsering est réputé en tant qu'éleveur de chevaux et dirige l'exploitation à l'aide de cinq ouvriers agricoles tout au long de l'année, mais pour les semailles et les moissons il loue les bras de 15 à 40 ouvriers. Dans son récit biographique, Thupten Jigme Norbu, fils né en 1922 qui resta à Taktser jusqu'à l'âge de 8 ans, ne mentionne qu'un seul journalier, et parfois quelques voisins, qui aidait son père. De même, Michael Goodman qui s'entretint avec la mère du dalaï-lama, mentionne un ou deux ouvriers. Répondant au régent Réting qui faisait remarquer qu'il y avait maintes nationalités sous leur toit, Diki Tsering rapporte qu'il sagissait de musulmans et de Chinois qui étaient engagés pour les travaux des champs. 
Selon le sociologue Raphaël Liogier, il s'agit d'une famille fermiers relativement pauvres mais indépendants,.
Gyalo Thondup, le frère aîné du dalaï-lama, rapporte dans ses mémoires que leurs parents ne savaient ni lire ni écrire.